# 148-я танковая бригада
148-я отдельная танковая бригада — соединение РККА ВС СССР в Великой Отечественной войне.
Сокращённое наименование — 148 отбр

## История формирования
Бригада сформирована в период с 16 по 29 сентября 1941 года на базе 109-й танковой дивизии в районе Зуй—Ново Утешково—Межиково Смоленской области.
3 июня 1942 года бригада была преобразована в бригаду тяжёлых танков, рота Т-34 из 89-го танкового батальона была передана в 26-ю танковую бригаду, а рота Т-34 из 260-го танкового батальона была передана в 27-ю танковую бригаду, взамен из 26-й и 27-й танковых бригад были получены по две роты танков КВ.

## Участие в боевых действиях
Период вхождения в действующую армию: 16 сентября 1941 года — 12 октября 1941 года, 20 апреля 1942 — 21 декабря 1942 года.
Направлена на линию Чёрные Грязи — Угодский завод.
На начало октября 1941 года находилась во втором эшелоне армии, занимавшей оборонительные рубежи по реке Десна.
2 октября, с началом операции «Тайфун» должен был быть нанесён контрудар силами 149-й стрелковой дивизии и поддерживающей её бригады во фланг группировки атакующей 53-ю стрелковую дивизию, южнее Даниловичей. Но противник предпринял массированный авиационный налёт, продолжавшийся три часа. Бригада понесла тяжёлые потери, и не смогла начать наступательные действия, под напором противника отошла за реку Шуицу. 3 октября бригада вела бой на рубеже Гарь — Дударь. К 4 октября года остатки бригады были окружены.
К 14 октября остатки бригады вышли из окружения в район Можайска, направлена в Кубинку на переформирование. Однако уже 18 октября бойцы бригады в составе добровольческого отряда были подняты по тревоге и направлены в район Малоярославца, где вели тяжёлые бои.
В начале ноября направлена на формирование под Горький. Любопытно, что бригады на ноябрь 1941 года нет в списке боевого состава РККА.
В июне 1942 года бригада прибыла под Воронеж в район Касторное, и в первой половине июня вела оборонительные бои в направлении Касторного и Воронежа, в частности в Рамоньском районе. Во второй половине июля 1942 года выведена с передовой, пополнена в прифронтовой полосе и 22 августа направлена под Сталинград, 23 августа в эшелоне попала под авиаудар, и разгружалась на месте бомбёжки. Вела оборонительные бои под Сталинградом. К вечеру 25.08.1942 года пришла в Ерзовку и стала готовиться к удару на юг с захваченных у Ерзовки позиций. Однако за несколько часов до наступления бригада получила приказ о переходе в группу Коваленко, действующей в направлении Спартак — Котлубань.
21 декабря 1942 года была снята с позиций и отведена в тыл.
На основании директивы ГШКА СССР № 1124070 от 10 января 1943 года, в районе Тамбова, бригад была переформирована в 148-й отдельный танковый полк, кроме того, на её базе создана 69-я механизированная бригада

## Полное название
148-я танковая бригада

## Подчинение
| Дата                 | Фронт (округ)            | Армия                 | Корпус (группа)     | Примечания                        |
| -------------------- | ------------------------ | --------------------- | ------------------- | --------------------------------- |
| 1 октября 1941 года  | Резервный фронт          | 43-я армия            | -                   |                                   |
| 1 ноября 1941 года   | -                        | -                     | -                   | Неизвестно, почему нет в списках. |
| 1 декабря 1941 года  | Московский военный округ | -                     | -                   |                                   |
| 1 января 1942 года   | Московский военный округ | -                     | -                   |                                   |
| 1 февраля 1942 года  | Московский военный округ | -                     | -                   |                                   |
| 1 марта 1942 года    | Московский военный округ | -                     | -                   |                                   |
| 1 апреля 1942 года   | Московский военный округ | -                     | -                   |                                   |
| 1 мая 1942 года      | Брянский фронт           | -                     | -                   |                                   |
| 1 июня 1942 года     | Брянский фронт           | -                     | 2-й танковый корпус |                                   |
| 1 июля 1942 года     | [Брянский фронт          | 5-я танковая армия    | 2-й танковый корпус |                                   |
| 1 августа 1942 года  | Брянский фронт           | -                     | 2-й танковый корпус |                                   |
| 1 сентября 1942 года | Сталинградский фронт     | 66-я армия            | 2-й танковый корпус |                                   |
| 1 октября 1942 года  | Донской фронт            | 1-я гвардейская армия | -                   |                                   |
| 1 ноября 1942 года   | Донской фронт            | -                     | -                   |                                   |
| 1 декабря 1942 года  | Донской фронт            | -                     | -                   |                                   |

## Состав
На момент формирования:
- Управление бригады (штат № 010/75)
- Рота управления (штат № 010/504)
- Разведывательная рота (штат № 010/77)
- 148-й танковый полк (штат № 010/78)[5]
- Моторизованный стрелково-пулемётный батальон (штат № 010/79)
- Зенитный дивизион (штат № 010/80)
- Ремонтно-восстановительная рота (штат № 010/81)
- Автотранспортная рота (штат № 010/82)
- Медико-санитарный взвод (штат № 010/83)[1]

С 20 февраля 1942 года:
- Управление бригады (штат № 010/303)
- Рота управления (штат № 010/304)
- Разведывательная рота (штат № 010/305)
- 1-й отдельный танковый батальон (штат № 010/306)
- 2-й отдельный танковый батальон (штат № 010/306)
- 3-й отдельный танковый батальон (штат № 010/306)
- Мотострелково-пулемётный батальон (штат № 010/307)
- Ремонтно-восстановительная рота (штат № 010/308)
- Автотранспортная рота (штат № 010/309)
- Медико-санитарный взвод (штат № 010/310)[1]

С 1 апреля 1942 года:
- Управление бригады (штат № 010/345)
- 89-й отдельный танковый батальон[6] (штат № 010/346)
- 260-й отдельный танковый батальон[7] (штат № 010/346)
- Мотострелково-пулемётный батальон (штат № 010/347)
- Противотанковая артиллерийская батарея (штат № 010/348)
- Зенитная батарея (штат № 010/349)
- Рота управления (штат № 010/350)
- Рота технического обеспечения (штат № 010/351)
- Медико-санитарный взвод (штат № 010/352)[1]

## Укомплектованность
- на 01.10.1941 — 50 танков: 9 Т-34, 23 БТ, 18 Т-26.
- на 23.08.1942 — 15 КВ-1, 5 Т-70, 27 Т-60

## Командование бригады

### Командиры бригады
- Потапов, Александр Иванович (16.09.1941 — 16.01.1942), подполковник[1];
- Поцелуев, Иван Абрамович (17.01.1942 — 10.07.1942), полковник[1];
- Михайлин, Фёдор Михайлович[8] (10.07.1942 — 22.07.1942), подполковник (ВРИО, 22.07.1942 погиб в бою)[9];
- Бородавкин, Василий Константинович (22.07.1942 — 01.01.1943), подполковник[10][11]

### Заместители командира по строевой части
- Кулик Василий Леонтьевич[12] (09.1941 — 03.1942), подполковник;
- Нагайбаков, Измаил Ахметович (05.1942 — 06.1942), полковник;
- Ильченко, Николай Петрович (06.1942 — 22.07.1942), майор (22.07.1942 погиб в бою)[9];
- Михалёв Константин Вассиянович[13] (07.11.1942 — 28.11.1942), подполковник;

### Военные комиссары бригады, с 09.10.1942 — заместители командира бригады по политической части
- Сурин Антон Алексеевич (16.09.1941 — 10.07.1942), полковой комиссар;
- Лесной Михаил Лукьянович (20.07.1942 — 07.02.1943), старший батальонный  комиссар, 5.11.1942 подполковник[14]

### Начальники штаба бригады
- Самохвалов (09.1941), майор;
- Михалёв Константин Вассиянович (04.1942 — 07.11.1942), майор, подполковник;
- Пацыко Борис Казимирович (07.11.1942 — 01.01.1943), майор[15]

### Начальники политотдела
- Зуев Серафим Алексеевич (16.09.1941 — 22.07.1942), батальонный комиссар;
- Субботин Виктор Фёдорович (22.08.1942 — 11.10.1942), батальонный комиссар;
- Кучеренко Сергей Григорьевич (11.10.1942 — 07.02.1943), батальонный комиссар, с 15.11.1942 майор[14]

## Интересные факты
- генерал-майор Лизюков, Александр Ильич погиб, вероятнее всего ведя бой в составе именно этой бригады, и похоронен бойцами бригады.